# 라자라타
라자라타(싱할라어: රජරට, 타밀어: ரஜரட)는 기원전 6세기부터 서기 13세기 초까지 약 1,700년 동안 스리랑카 섬의 세 역사적 지역 중 하나였다. 탐바판니, 우파티사 누와라, 아누라다푸라 및 폴론나루와를 포함한 여러 고대 도시는 연속 통치자들에 의해 이 지역의 수도로 설립되었다. 라자라타는 라자(왕)의 직속 통치를 받았으며, 말라야라타와 루후누라타라는 다른 두 지역은 왕의 형제인 마파(Mapa)와 에파(Epa)가 통치하였다. 13세기의 마가 침공은 라자라타의 종말을 가져왔다.

## 역사와 왕국
라자라타의 첫 왕국은 기원전 543년 비자야에 의해 세워졌다. 그는 칠라우와 만나르 사이의 말바투 강 삼각주 근처에 정착했다. 현지 신화에 따르면 비자야 왕자는 라자라타를 장악하기 위해 현지 공주 쿠베니와 결혼하였으며, 그녀의 도움으로 그는 모든 지역 지도자들을 배신하고 살해하였다. 그의 사망 후 수도는 말바투 오야를 따라 시골로 이전되었다. 강은 농업에 이상적이었다. 처음 세 개의 수도인 탐바판니, 우파티사 누와라, 아누라다푸라가 말바투 오야 근처에 위치해 있다. 한때 지역 야크샤와 싱하 부족의 후손이었던 판두카바야 왕은 아누라다푸라에 안정된 왕국을 형성하였으며, 그는 섬의 여러 지역에 있는 부족들로부터 지원을 받았다.
라자라타의 수도:
1. 탐바판니 - 기원전 543년 비자야가 설립.[4]
2. 우파티사누와라 - 기원전 505년에 우파티사 왕이 설립.[7]
3. 아누라다푸라 -기원전 377년 판두카바야 왕이 설립.
4. 시기리야 - 카샤파 왕(477년 ~ 495년)에 의해 설립되었지만 왕이 사망한 후 수도가 아누라다푸라로 이전되었다.
5. 폴론나루와 - 비자야바후 1세가 설립.

## 정착지
비자야 왕자와 그의 일족은 말바투 오야 삼각주 근처의 탐바판니에 정착하였다. 마하밤사에 따르면, 비자야 왕자와 판두카바야 왕의 치세 사이에 다양한 집단이 인도에서 왔으며 말바투 오야를 따라 자주 정착하였다. 기원전 377년 판두카바야 왕은 수도를 아누라다푸라로 옮겼다. 대부분의 정착지는 강과 저수지 근처에 위치하였으며, 물은 농업용으로 사용되었다. 다투세나에 의해 만나르 구와 요다 웨야 구 바부니야 구의 에로파타나, 아누라다푸라 구의 파다위야 구 및 모갈라나 2세에 의해  물라이티부 구까지 스리랑카의 황금 문명의 범위는 바니 숲의 남쪽 경계로 퍼졌다.  울창한 바니 숲은 숲의 남쪽 경계 위에 있는 식민지 개척자들의 장벽 역할을 하였다. 아누라다푸라 시대에 만들어진 저수지(자이언츠, 파다비야, 미나르리야, 칸테일, 마하빌라치치야, 타보와, 칼라)들은 초기 라자라타 정착지의 증거이다.
강 근처의 초기 정착지 :
- 말바투 오야 - 탐바판니, 우파티사 누와라, 아누라다푸라
- 마하웰리 강 - 폴론나루와
- 데두루 오야 - 시기리야, 야파후와

## 경계
세 부분의 경계 (라타)
- 라자라타 - 데두루 오야와 마하웰리 강 사이
- 루후누라타 - 마하웰리 강과 칼루 가가 사이
- 말라야라타 - 데두루 오야와 칼루 가가 사이

## 라자라타의 몰락
1215년 칼링가 마가는 24,000명의 군대로 라자라타를 침공하였다. 라자라타를 정복한 후 마가는 폴론나루와에 수도를 세웠으며, 그 다음 말라야라타에 자신의 힘을 확장하였다. 비자야바후 3세(1220-1224)의 담바데니야 왕국이 부상하는 사이 마가는 말라야라타의 통제권을 잃었다. 싱할라 윈주민들은 폴론나루와에서 마가 정부에 저항하였다. 싱할라인들은 수바와 산카를 포함한 군대 장군 아래 야파후와와 강가도니를 포함한 접근하기 어려운 마을, 요새 및 산 주변에 모였다. 위협이 증가함에 따라 판디아 군대는 자프나 반도에 관리 센터를 세웠다. 이곳은 뚫을 수 없는 바니 숲으로 더욱 안전하고 고립된 장소였다. 후에 라자라타는 파라크라마바후 2세 (1236-1270) 왕에 의해 합병되었으며, 그의 힘은 루후나, 중앙 언덕, 라자라타와 바니까지 확장되었다.
싱할라인들은 라자라타에 행정 센터를 재건하려고 했지만 남인도에서 온 침략자들과의 끊임없는 전투 때문에 성공하지 못했다. 관리 센터는 싱할라인에 의해 라자라타에서 멀어졌다. 무굴 제국에 의해 남인도에서 판디아가 패배하자 스리랑카의 타밀 세력은 약화되었다. 마두라이의 마지막 판디아 통치자는 1323년 델리 술탄국의 군대 장군 말리크 카푸르에 의해 패배하고 추방되었다. 판디아의 몰락은 스리랑카에 큰 영향을 미쳤던 역사적인 사건이었다.
다음과 같은 이벤트로 이어진다.
- 판디아 제국의 장관으로 임명된 군사 통치자 "아리아차크라바르티"는 자프나 행정 센터를 판디아로부터 독립시키고 자프나 왕국과 아리아차크라와르티 왕조를 세웠다.
- 타밀족은 바니에서 권력을 잃고 자프나 반도로 철수하였다.[13] 영국인이 남쪽에서 파란탄까지 타밀 식민화를 시작하기 전까지 이 지역의 인구는 매우 적었다.
- 싱할라 왕국 하에서 바니 숲 아래 지역이 안정화되었다.

또한 13세기 이전의 라자라타 지역은 세 부분으로 나뉜다.
- 자프나 왕국 - 자프나 반도에 위치하며 아리아차크라와르티 왕조에 의해 통치되었다.
- 라자라타 - 바니 숲 아래 지역에 위치하며 싱할라 왕국에 의해 통치되었다.
- 바니 지역- 바니 숲을 덮는 지역을 의미하며 싱할라 왕국과 자프나 왕국 사이에서 버려진 지역이었다.

## 같이 보기
- 말라야라타
- 루후누라타